# Дьюла Шенкей
Дьюла Шенкей (угор. Gyula Senkey, 16 серпня 1901 — 8 жовтня 1983) — угорський футболіст, що грав на позиції півзахисника за клуби МТК (Будапешт) та «Кішпешт», а також національну збірну Угорщини.

## Клубна кар'єра
У дорослому футболі дебютував 1920 року виступами за команду «Тереквеш». За рік перебрався до лав МТК (Будапешт), де приєднався зокрема до старшого брата Імре і де провів шість сезонів. Був частиною команди, яка протягом 1922—1925 років чотири рази поспіль вигравала футбольну першість Угорщини.
1927 року перейшов до «Кішпешта», за який відіграв заключні чотири сезони своєї ігрової кар'єри.

## Виступи за збірну
1925 року дебютував в офіційних матчах у складі національної збірної Угорщини. Загалом протягом дворічної кар'єри в національній команді провів у її формі 3 матчі, забивши один гол.

## Титули і досягнення
- Чемпіон Угорщини (4):

МТК (Будапешт): 1921/22, 1922/23, 1923/24, 1924/25